# Campeonato Mundial de Pelota Vasca de 1982
El Campeonato del Mundo de Pelota Vasca de 1982 fue la 9.ª edición del Campeonato del Mundo de Pelota Vasca, organizado por la Federación Internacional de Pelota Vasca. El campeonato se celebró por primera vez en la historia en México, D. F. (México).

## Desarrollo
El torneo se celebró del 15 al 24 de octubre de 1982, contó con la participación de países como España, Argentina, México, Francia, Uruguay, Italia, Venezuela, Estados Unidos y Chile. El ganador final fue la selección de Francia, venciendo en las seis finales que disputó, que obtenía así su cuarto título absoluto de los campeonatos. Es digno de destacar la primera medalla de la historia que lograron los Estados Unidos, con su plata en la especialidad de cesta punta.

## Especialidades
Se disputaron 12 títulos mundiales en las diferentes especialidades, conforme el siguiente desglose en el que se indica el ganador y medallistas de cada una de ellas:
Trinquete, cinco títulos:
| Especialidad    | Oro                           | Plata                          | Bronce                         |
| Mano individual | Francia Intxauspe             | Uruguay C. Iraizoz             | España Alzaga                  |
| Mano parejas    | Francia Garat - Carricart     | España Marañón - Angulo        | Uruguay Manera - Dalloglio     |
| Paleta cuero    | Argentina Miro - R. Bizzozero | España Ameztoy - Arbeloa       | Francia Gallardon - Sallaberry |
| Paleta goma     | Argentina Ross - Ross         | Uruguay Arcauz - Armegias      | España Irizar - Pagoaga        |
| Xare            | Francia Lasarte - Garbizu     | Argentina Friggerio - R. Elias | España Uzcudun - Olano         |

Frontón 36 metros, cuatro títulos:
| Especialidad    | Oro                                 | Plata                           | Bronce                                       |
| Mano individual | Francia M. Etchegoin                | España Eguino                   | México Núñez                                 |
| Mano parejas    | España Rico III - Martínez          | Francia Diribarne - Zubizarreta | México Rosendo Izquierdo - Alfonso Izquierdo |
| Paleta cuero    | Argentina A. Ramírez - R. Bizzozero | México Garritz - Pepe Musi      | Francia J.P. Milhet - M. Bonnet              |
| Pala corta      | España P. Hernández - R. Garrido    | México Mendiburu - Pepe Musi    | Argentina A. Ramírez - Romano                |

Frontón 30 metros, dos títulos:
| Especialidad | Oro                                 | Plata                                 | Bronce                    |
| Frontenis    | México Chávez - Suárez              | Argentina Armas - Elortondo           | Francia Bonnet - Lartigue |
| Paleta goma  | Argentina Ángel Armas - Héctor Fale | México Raúl Flores - José Luis Flores | Uruguay Manosbide - Bell  |

Frontón 54 metros, un título:
| Especialidad | Oro                                 | Plata                                | Bronce                   |
| Cesta punta  | Francia D. Michelena - J. Inchauspe | Estados Unidos Schofill - Boornazien | España Alberdi - Vivanco |

Nota 1: Se señalan únicamente los nombres de los pelotaris que disputaron las finales.

## Medallero
|   | País           | Oro | Plata | Bronce | Total |
| - | -------------- | --- | ----- | ------ | ----- |
| 1 | Francia        | 5   | 1     | 3      | 9     |
| 2 | Argentina      | 4   | 2     | 1      | 7     |
| 3 | España         | 2   | 3     | 4      | 9     |
| 4 | México         | 1   | 3     | 2      | 6     |
| 5 | Uruguay        | 0   | 2     | 2      | 4     |
| 6 | Estados Unidos | 0   | 1     | 0      | 1     |

Nota 1: Se contabilizan en primer lugar el total de las medallas de oro, luego las de plata y en último lugar las de bronce.